# Castillo de Mir
El castillo de Mir (en bielorruso, Мірскі замак) es un conjunto arquitectónico y un palacio ubicado en la ciudad de Mir, en el distrito de Karelichy, provincia de Goradnia (Bielorrusia). El complejo fue declarado Patrimonio de la Humanidad de la Unesco en 2000.  El castillo de Mir se encuentra a 29 kilómetros al noroeste del castillo de Nesvizh, también declarado Patrimonio de la Humanidad.

## Historia
La construcción del complejo comenzó a finales del siglo XV, en estilo gótico. La obra fue acabada por el duque Ilínich a principios del siglo XVI cerca del pueblo de Mir (anteriormente de la gubérniya de Minsk). Alrededor de 1568 el castillo de Mir pasó a manos de Mikołaj Krzysztof Radziwiłł «el huérfano», quien acabó de construirlo en estilo renacentista. Se construyó un palacio de tres plantas junto a los muros este y norte del castillo. Las fachadas revocadas en yeso fueron decoradas con portales de caliza, placas, balcones y porches.

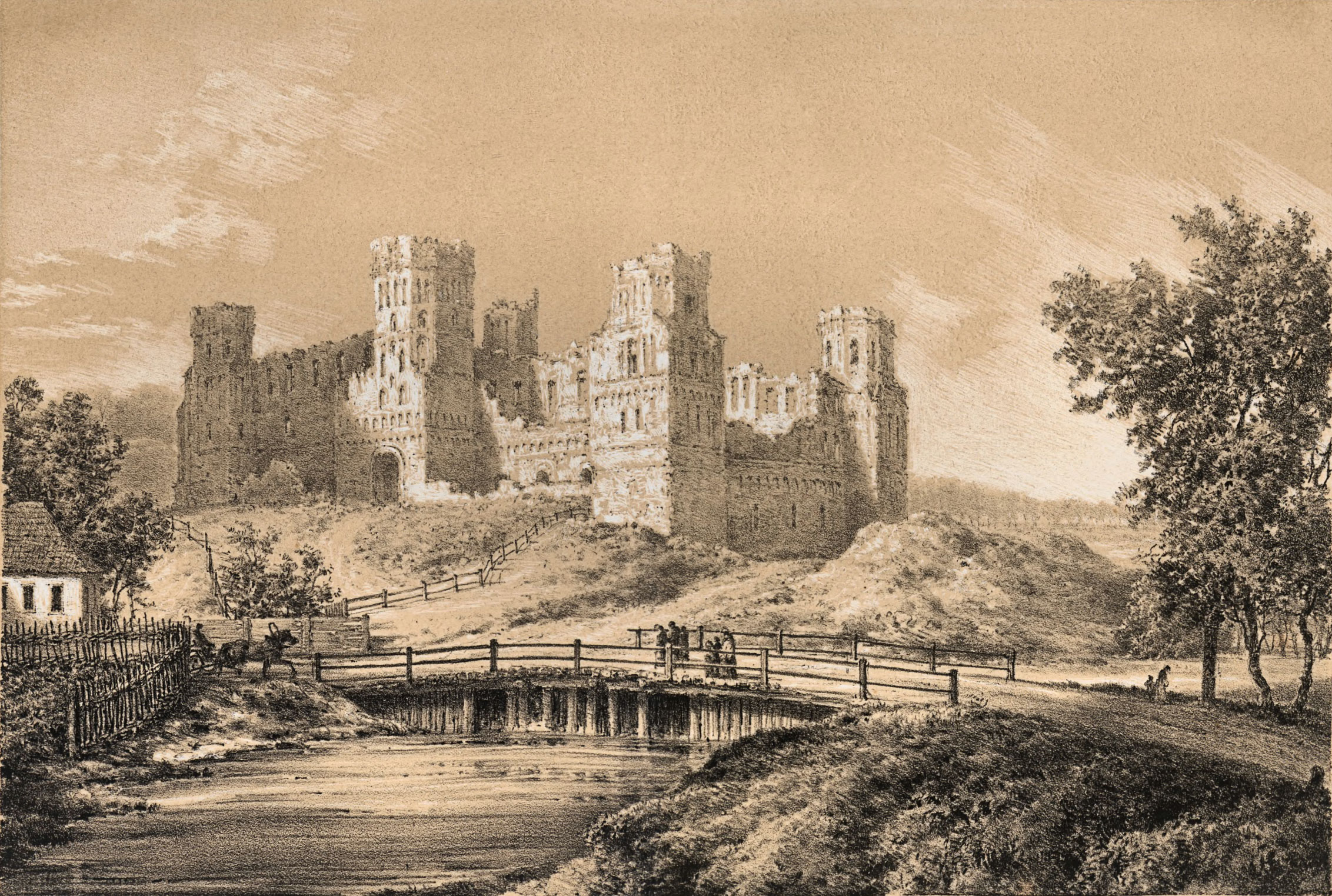
Dibujo de Napoleon Orda, 1876.

Después de ser abandonado durante casi un siglo y haber sufrido diversos daños durante el período napoleónico, el edificio fue restaurado a finales del siglo XIX. En 1813, tras la muerte de Dominik Hieronim Radziwiłł, pasó a manos de su hija Stefania, quien se casó con Ludwig zu Sayn-Wittgenstein-Berleburg. El palacio lo heredó después su hija María, quien se casó con el príncipe Chlodwig de Hohenlohe-Schillingsfürst.  
Su hijo, Maurice Hohenlohe-Schillingsfürst, lo vendió a Nikolai Sviatopolk-Mirski, del clan Bialynia, en 1895. El hijo de Nikolaj Michail comenzó a reconstruir el palacio de acuerdo con los planes del arquitecto Teodor Bursze. La familia Sviatopolk-Mirski fue propietaria del palacio hasta 1939. Durante la Segunda Guerra Mundial, pasó a manos de la fuerza de ocupación nazi y sirvió como gueto para la población judía local antes de su eliminación.